# Yume Miru Kusuri: A Drug That Makes You Dream
Yume Miru Kusuri: A Drug That Makes You Dream (ユメミルクスリ) est un eroge pour PC développé par Rúf. Le visual novel a été initialement publié en japonais le 22 décembre 2005 et traduit en anglais par Princess Peach.  Il a été écrit par Romeo Tanaka (en) et illustré par Kiyotaka Haimura (en), les personnages féminins ont été conçus (hors crédit sur demande) par Marko Genjutsu. Selon Peter Payne, fondateur de JAST USA, on pense que les écrivains ont essayé d'explorer des thèmes pertinents au Japon pour les étudiants du secondaire.

## Synopsis
Le jeu suit l'histoire de Kouhei Kagami, un étudiant japonais aux excellentes notes et à la vie sociale apparemment normale, mais qui se sent vide et transparent à l'intérieur. L'intrigue se développe autour d'un moment charnière dans la vie de Kouhei, où il rencontre trois filles aux problèmes distincts, chacune représentant une route narrative différente.

## Sortie
Rúf a initialement publié le jeu en japonais le 25 décembre 2005 et a été réimprimé plus tard le 19 mars 2009. Le jeu a été traduit en anglais par Princess Peach et sorti 25 avril 2007. 

## Personnages
- Kouhei Kagami : Le protagoniste, un étudiant modèle qui ressent un vide intérieur.
- Aeka Shiraki : Une camarade de classe transférée qui devient la cible de brimades.
- Mizuki Kirimiya : La présidente du conseil des étudiants, belle et intelligente, mais avec des problèmes personnels cachés.
- Nekoko : Une jeune fille mystérieuse qui prétend être une fée de la nuit.